# Museu Nacional de Arte Romana
O Museu Nacional de Arte Romana (em castelhano: Museo Nacional de Arte Romano; MNAR) é um museu de arqueologia localizado em Mérida, na Espanha. Dedicado à arte romana, exibe extenso material do conjunto arqueológico de Mérida (a colónia romana de Augusta Emerita), um dos maiores e mais extensos sítios arqueológicos da Espanha, listado como Património Mundial da UNESCO desde 1993.